# Filho da Puta

Filho da Puta - John F. Herring, Sr.

Filho da Puta (14 de abril de 1812 — 25 de agosto de 1835) fue un caballo de carreras británico de purasangre. Ganó nueve de sus doce carreras, incluyendo la St. Leger Stakes y la Doncaster Gold. También fue padre del caballo Birmingham que venció en St. Leger en 1830, y fue el más importante "Leading Sire" de Gran Bretaña e Irlanda en 1828. Filho da Puta fue propiedad de Sir William Maxwell y más tarde de T. Houldsworth. Su nombre significa "hijo de puta" en portugués.